# 12750 Бертолле
12750 Бертолле́ (12750 Berthollet) — астероїд головного поясу, відкритий 18 лютого 1993 року.
Тіссеранів параметр щодо Юпітера — 3,379.